# El capitán Blood (película de 1935)
El capitán Blood (Captain Blood) es una película protagonizada por Errol Flynn y Olivia de Havilland que fue estrenada en el año 1935. La producción fue dirigida por Michael Curtiz, y está basada en la novela homónima de Rafael Sabatini. El argumento trata de la incursión del personaje principal en la piratería después de su llegada a Jamaica como un cautivo de las autoridades británicas. El filme dio un nuevo impulso a los denominados costume dramas (películas, u obras en general, de época), que habían decaído debido a la Gran Depresión en los Estados Unidos. En general recibió buenas críticas, lanzó al estrellato a la pareja protagonista, y tuvo cuatro candidaturas  a los premios Óscar.

## Producción

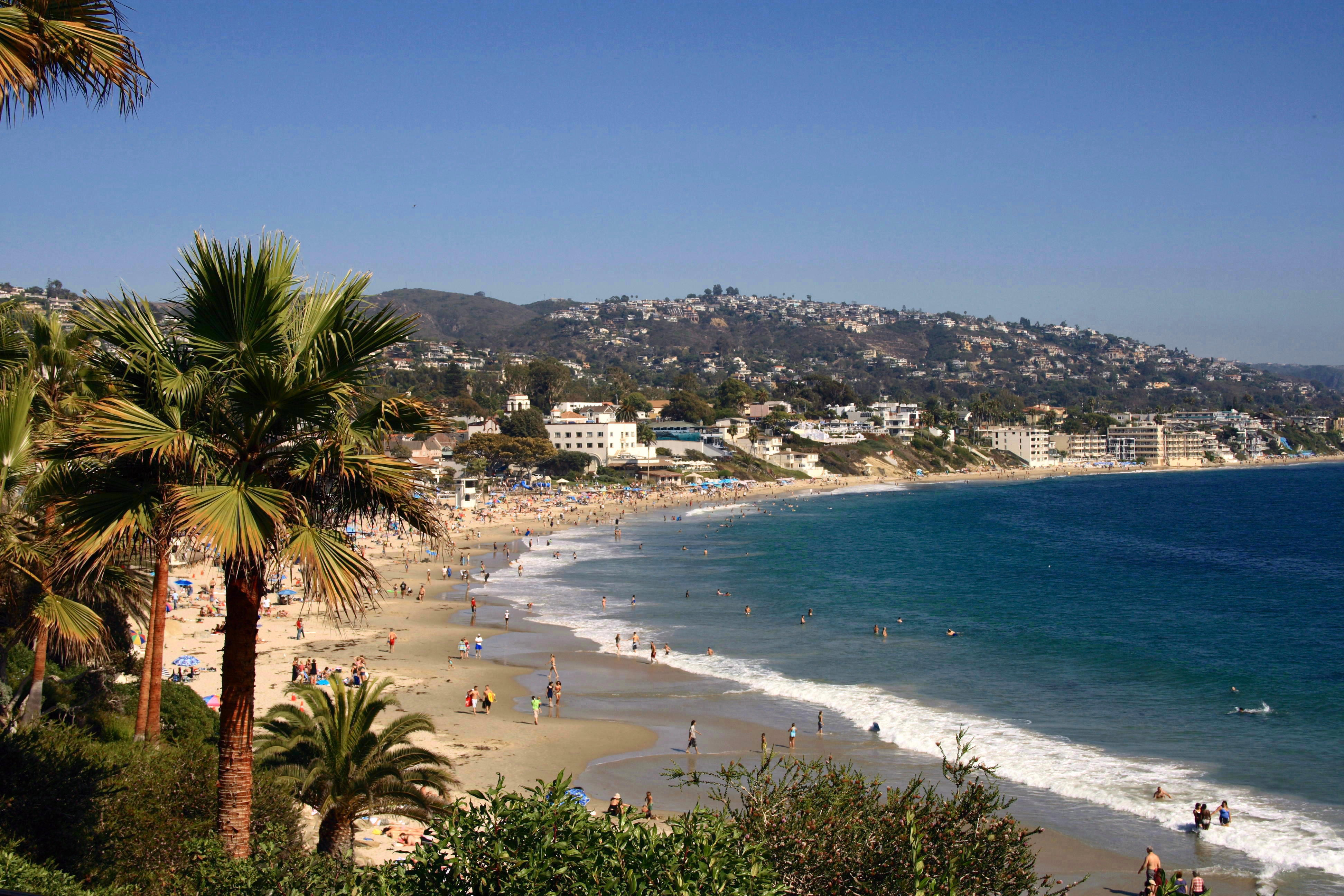
Laguna Beach, California, en la actualidad.

Entre los años 1933 y 1934 la industria cinematográfica estadounidense pudo recuperarse de la caída que padeció a inicios de la década. En ese tiempo los presupuestos eran limitados, pero al final del decenio reaparecieron las producciones a gran escala de dramas ambientados en épocas históricas, los denominados costume dramas. Especialmente relevantes fueron las llamadas swashbuckling films (películas de capa y espada), término extraído del siglo XVI cuyos protagonistas eran los clásicos aventureros y espadachines. Tales producciones experimentaron un repunte gracias a la influencia de Errol Flynn con El capitán Blood, título para el que ya había habido una película en 1924. La isla del tesoro y El conde de Montecristo fueron antecedentes que demostraron el resurgimiento de los grandes personajes literarios. Los estudios Warner Bros., de hecho, habían considerado cualquier costume drama como un «suicidio» de taquilla en años anteriores; pero se vieron motivados por el éxito de Mutiny on the Bounty esa misma temporada.
La mayor parte del metraje se filmó a lo largo del verano en un set cinematográfico, pero también se utilizaron exteriores como Palm Springs y  Laguna Beach (donde se rodó el duelo entre Flynn y Rathbone). El presupuesto inicial fue de $750.000, posteriormente reducido a $700.000. Terminado el rodaje en octubre, que duró tres meses, el monto de la producción rondó el millón de dólares (1.200.000 según estimaciones actuales). Para el reclutamiento de los actores usados como extras, una fuente asegura que Curtiz entrevistó a cada uno de los 2.500 solicitantes. No fueron utilizados barcos de tamaño real para las batallas en el mar; pues según precedentes en similares rodajes, las naves eran adecuadamente equipadas y de repente aparecía el contratiempo de un mal clima. También se utilizaron miniaturas (como la ciudad de Port Royal), y material fílmico de la producción El gavilán de los mares de 1924. La película fue todo un éxito, y convirtió a Curtiz en el director «estelar» de Warner Bros. y a Flynn en su estrella principal.
Pero no fueron únicamente los protagonistas quienes ayudaron a la fama del filme. También influyó la participación de Erich Wolfgang Korngold, realizador de la música, la cual fue su primera partitura original para una cinta; y quien a la larga se convertiría como uno de los mejores compositores de Hollywood. De igual forma contribuyó el diálogo literario elaborado por el guionista Casey Robinson.

## Sinopsis
Una noche del año 1685, el médico Peter Blood (Flynn) atiende a un amigo que ha sido herido en medio de una rebelión contra Jacobo II de Inglaterra. Los gendarmes reales entran en la habitación donde están e implican a Blood como cómplice y es arrestado. Inmediatamente es llevado ante las autoridades judiciales y —junto a otros implicados— es condenado a muerte, pero la pena es conmutada por el destierro a Port Royal, Jamaica, para que sean vendidos como esclavos a los ricos propietarios del lugar. Una vez allí, y en medio de la venta, la insolencia con que se comporta Blood ofende al potentado coronel Bishop (Lionel Atwill), pero impresiona a Arabella (Olivia de Havilland), su sobrina, quien termina comprándolo como esclavo.
Peter pasa penurias como sus otros compañeros, pero su situación es mitigada gracias a la intervención de Arabella. Con todo, Blood prepara una fuga junto a otros esclavos y, la noche que se va a llevar a cabo, la localidad es atacada por piratas españoles, algo que es aprovechado por los prisioneros. Al encarar a sus antiguos siervos, y ser desdeñado, el coronel Bishop jura venganza. Una vez libres, los prófugos deciden convertirse en piratas.
En un momento dado Blood y sus compañeros unirse al grupo del pirata francés Levasseur (Basil Rathbone) en la isla de la Tortuga. Este forajido captura una nave inglesa y toma como rehenes a dos personas entre quienes se halla Arabella Bishop. La chica es adquirida por Blood, quien se la quita de las manos al francés por un puñado de perlas. Aunque ha sido "rescatada", se siente ofendida por haber sido comprada y llama a Blood ladrón y pirata: enojado por el rechazo, él ordena a sus hombres zarpar hacia Port Royal donde desembarcará a Arabella a pesar del riesgo.
Al acercarse a Port Royal ven que la ciudad está siendo atacada por dos navíos franceses al haber quedado indefensa debido al empeño de Bishop de perseguir a Blood, quien es informado de que Inglaterra y Francia están en guerra y Jacobo II ha sido depuesto por una revolución. Asimismo, él y sus hombres reciben un perdón completo del nuevo rey, Guillermo de Orange, y se lo invita a pelear con los suyos contra los franceses.
Después de enviar a Arabella a la costa, el velero de Blood pone proa a Port Royal con el pabellón francés pero este pronto es arriado y sustituido por el británico. Las fragatas francesas son derrotadas y Blood es nombrado gobernador de la isla, desplazando al mismo coronel Bishop, quien en aquel entonces era la máxima autoridad. Por último consigue que  Arabella consienta en ser su esposa.

## Reparto y personajes

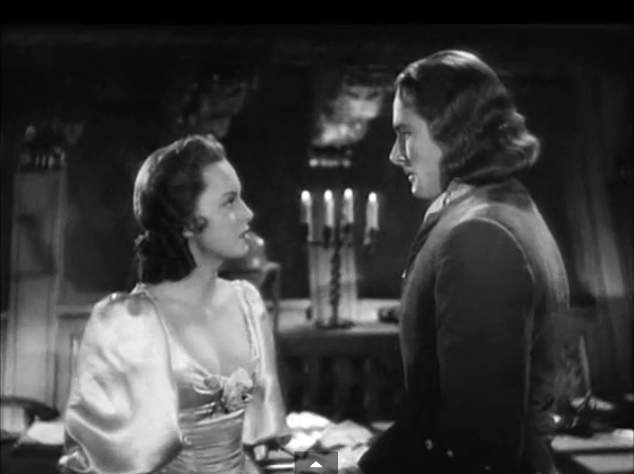
Olivia de Havilland y Errol Flynn en una escena de la película.

En un principio el papel de Peter Blood fue atribuido a Robert Donat, pero tuvo que retirarse debido a problemas de salud. Cary Grant fue también considerado; sin embargo, Jack Warner, mandamás de  Warner Bros., estimó que era demasiado refinado para el personaje. Errol Flynn, por su parte, había interpretado papeles menores en películas como The Case of the Curious Bride o Don't Bet on Blondes. Aparentemente fue la influencia de su entonces esposa, la también actriz Lili Damita, lo que ayudó a Flynn a hacerse con el personaje. Por otro lado, los estudios Warner Bros. necesitaban a un actor novel que aceptase un bajo salario. 
En los primeros días del rodaje el protagonista estaba muy nervioso. Además, su escasa experiencia hacía que se mostrase torpe e indisciplinado frente a las cámaras. Debido a ello se le proporcionó un profesor particular para mejorar su desempeño. Durante el rodaje de una escena a bordo del barco llegó a desplomarse debido a la malaria que había contraído años antes. A pesar de todo su confianza mejoró. Gracias a la producción, Flynn ganó notoriedad y llegó a opacar a su misma esposa en los titulares de la farándula. Lograrlo no resultó fácil, porque Curtiz era un director muy exigente que le hacía repetir hasta diez veces la misma escena.

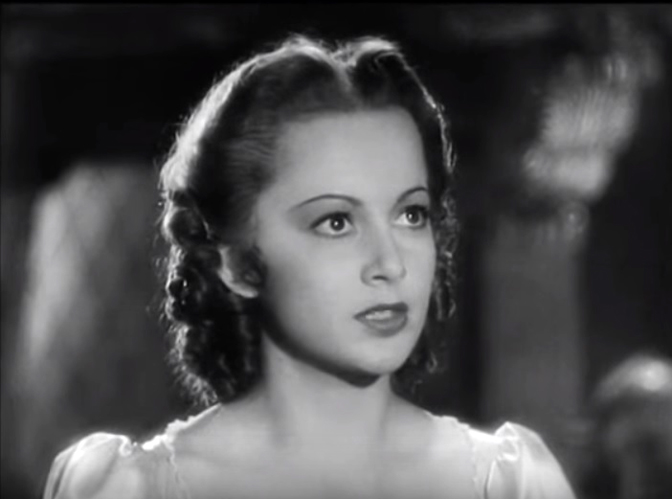
Olivia de Havilland como Arabella Bishop.

Por su parte, Olivia de Havilland también había actuado en un par de comedias menores hasta su interpretación como Arabella Bishop, que le ubicó como una respetable actriz. El capitán Blood fue la primera de ocho películas que protagonizaría junto a Errol.
El personaje del pirata Levasseur, aunque de corta duración, fue interpretado por Basil Rathbone. Empero, junto a Flynn protagonizó una memorable escena de duelo con arma blanca en una playa, donde el pirata francés y Blood se enfrentan por la posesión de Arabella Bishop. Según sus propias palabras: «al final (del combate)...¡todos los extras aplaudieron con algarabía! Estaban fascinados ante la maestría de la escena porque requería una excelente sincronización, ambos trabajamos muy duro en esa secuencia...» Otros actores del reparto incluyen:
- Lionel Atwill, como el coronel Bishop.
- Ross Alexander, como Jeremy Pitt.
- Guy Kibbee, como Hagthorpe.
- Henry Stephenson, como Lord Willoughby.
- Robert Barrat, como Wolverstone.
- Hobart Cavanaugh, como el Dr. Bronson.
- Donald Meek, como el Dr. Whacker.
- Jessie Ralph, como la señora Barlow.
- Forrester Harvey, como Honesty Nuttall.
- Frank McGlynn Sr., como el reverendo Ogle.
- Holmes Herbert, como el capitán Gardner.

## Críticas
De acuerdo a Variety «El capitán Blood, de la novela de Rafael Sabatini, es una gran película. Es un espectáculo que lanzaría al estrellato tanto a Errol Flynn como a Olivia de Havilland». El New York Times, por su parte, señala: «La historia del Dr. Peter Blood, el caballero corsario de Sabatini, es tratada con una belleza visual y una refinada, jactanciosa arrogancia». Y para Allmovie: «La película se encuentra entre las mejores del género aventura de su tiempo, aunque a ratos rebosa de mucha palabrería para un filme que necesita lo justo para expresar. Estados Unidos sufría aún los efectos de la Gran Depresión, y rodajes como El capitán Blood le dieron a la audiencia alivio en medio de la dureza de ese tiempo: el héroe es apuesto, la doncella es atractiva, la victoria del bien sobre el mal, y un final feliz». En una recopilación de las obras en las que Flynn participó, existe esta opinión: «El diálogo tiende a ser elocuente y la producción es un poco cursi en algunos aspectos...Sin embargo, sirvió para impulsar a Flynn en los siguientes costume dramas que fueron mejor realizados y mucho más suntuosos».

## Recepción
El capitán Blood empezó a exhibirse el 28 de diciembre de 1935, recibió buenas críticas y se ubicó entre los 25 filmes más taquilleros del año. Además, como pareja, Flynn y de Havilland agradaron al público. En palabras del mismo Jack Warner, los dos «principiantes» le dieron «brío a la pantalla grande». Por causa de esta obra, la imagen de personaje heroico permanecería con Flynn por el resto de su vida, criterio reforzado por el propio Rafael Sabatini quien adujo que era «el modelo ideal del capitán Blood».
El filme recibió cuatro nominaciones para los premios Óscar en la ceremonia de 1936 por mejor película, mejor director, mejor guion y mejor sonido, pero no recibió ninguna estatuilla. Fue nuevamente proyectada en 1951 debido al éxito que Warner Bros. tuvo ese año con El capitán Horatio Hornblower. Nuevas películas surgieron con el personaje del Dr. Blood en años posteriores; para el caso: Fortunes of Captain Blood (1950), Captain Pirate (1952) y El hijo del capitán Blood (1962) en la cual actuó el hijo de Errol Flynn, de nombre Sean. Un nuevo proyecto está programado para una fecha indefinida.